# Hankovce (Humenné)
Hankovce (em húngaro: Jánosvágása) é um município da Eslováquia, situado no distrito de Humenné, na região de Prešov. Tem 8,55 km² de área e sua população em 2018 foi estimada em 505 habitantes.

## Demografia
| Ano:        | 1994 | 2004   | 2014   | 2024   |
| ----------- | ---- | ------ | ------ | ------ |
| Broj ljudi: | 557  | 567    | 536    | 487    |
| Razlika:    |      | +1,79% | -5,46% | -9,14% |

| Ano:               | 2023 | 2024   |
| ------------------ | ---- | ------ |
| Número de pessoas: | 486  | 487    |
| Diferença:         |      | +0,20% |